# Movimento d'Azione del Popolo
Il Movimento d'Azione del Popolo (PAM) è un partito politico di centro-destra d'ideologia del conservatorismo e del repubblicanesimo di Saint Kitts e Nevis.

## Risultati elettoriali
| Anno | Voti  | Seggi  |
| ---- | ----- | ------ |
| 2010 | 8.393 | 2 / 15 |
| 2015 | 8.452 | 4 / 15 |
| 2020 | 3.681 | 2 / 15 |
| 2022 | 4.737 | 1 / 11 |